# Стеклянная гармоника (мультфильм)
«Стекля́нная гармо́ника» — советский художественный мультипликационный фильм для взрослых, поставленный режиссёром Андреем Хржановским на студии «Союзмультфильм» в 1968 году.
Долгое время был запрещён к показу советской цензурой.

## Сюжет
«Стеклянная гармоника» — это аллегорический мультфильм о судьбе искусства.
Он строился на превращении образов мировой живописи. Игра на стеклянной гармонике делала людей возвышенными и прекрасными, но власть убивала музыканта — и город вновь становился скопищем уродов, пока через много лет туда не приходил новый музыкант со стеклянной гармоникой. Люди, заколдованные равнодушным «человеком в котелке» Магритта, гротесковые уродливые физиономии средневекового искусства — Босха, Брейгеля, Арчимбольдо и страшилища Гойи, превращались в прекрасные лики с полотен художников эпохи Возрождения: Дюрера, Боттичелли, Пинтуриккио и Эль Греко.
По сюжету мультфильма в город, чьи жители стали развращёнными уродами с жаждой денег (символом этого стала одна единственная золотая монета в руках изворотливого бюрократа), прибывает музыкант со стеклянной гармоникой. Любовь к деньгам сделала жителей чудовищами, лишь немногих трогает музыка - в том числе мальчика, который подбирает оставшийся на земле цветок (воплощённую музыку), после того, как бюрократ разогнал слушателей, уничтожив инструмент. Мальчик удаляется из города и возвращается уже юношей, с новой стеклянной гармоникой. Её постигает та же участь, но мелодия стеклянной гармоники возвращает людям гуманность и они вновь обретают свой прежний облик. Первым делом они восстанавливают разрушенную ими же ранее башню с часами.

## Создатели
| автор сценария             | Геннадий Шпаликов |
| режиссёр                   | Андрей Хржановский |
| художники-постановщики     | Юло-Ильмар Соостер, Юрий Нолев-Соболев |
| музыка                     | Альфред Шнитке |
| звукорежиссёр              | Георгий Мартынюк |
| оператор                   | Екатерина Ризо |
| художники-мультипликаторы: | Анатолий Абаренов, Дмитрий Анпилов, Гелий Аркадьев, Галина Баринова, Яна Вольская, Юрий Кузюрин, Владимир Морозов, Леонид Носырев, Анатолий Петров, Валерий Угаров |
| монтажёр                   | Марина Трусова |
| редактор                   | Аркадий Снесарев |
| директор картины           | Анна Зорина |

## История
Сразу после выхода мультфильм был замечен советской цензурой. Цензура заставила авторов сделать объяснение для зрителей, в котором было бы сказано, что речь идёт о буржуазном обществе. Авторский коллектив согласился на эти условия, но мультфильм всё равно запретили к показу.
Предполагается, что особое недовольство вызвал именно образ «человека в котелке», персонажа картин Рене Магритта, который властвует над «городом жёлтого дьявола».
Когда фильм наконец-то разрешили к показу, не нашлось плёнки на тираж, поэтому премьера вновь была отложена.
Андрей Хржановский вспоминал, что во время производства мультфильма он узнал, что его сюжет оказался во многом схож с сюжетом мультфильма «Жёлтая подводная лодка» режиссёра Джорджа Даннинга, который также снимался в 1968 году:

О мультфильме «Жёлтая подводная лодка» я узнал из случайной публикации, когда он только ещё снимался. В ней было пересказано его содержание. Я понял, что он один к одному совпадает с сюжетом фильма, который снимал я,— «Стеклянная гармоника». Это был мультфильм о приходе музыканта (в моём случае) в мир, ему противоположный, и о том, что из этого получается.

## Критика
После демонстрации мультфильма «Стеклянная гармоника» на показе «Восточноевропейские истории» (англ. Eastside Stories), состоявшегося в рамках Штутгартского фестиваля анимационных фильмов в 2004 году, художественный руководитель фестиваля Ульрих Вегенаст подчеркнул непреходящую актуальность мультфильма Андрея Хржановского:

Этот фильм, использующий работы Босха и Дюрера, резали и уродовали, цензура его многократно запрещала. Но, несмотря на то, что «Стеклянная гармоника» сделана почти 40 лет назад, картина смотрится необыкновенно актуально. Тема о том, как власть и алчность растлевают людей, к сожалению, совсем не устарела…

Особенностью режиссера Хржановского, определившейся мультфильме «Стеклянная гармоника», искусствовед Александра Василькова видит в том, что «желание рассказать о том, что непосредственно его волновало и трогало, неизменно соединялось со стремлением включить мультипликацию, конкретный мультфильм в общий контекст мировой культуры, вводя в фильм ее достижения».

## Влияние
Отредактированная версия мультфильма «Стеклянная гармоника» легла в основу видеоклипа турецкой рок-группы Mor ve Ötesi  на песню «Uyan» (с тур. — «Проснись»). Видео достигло 3-го места в топ-листе MTV World Chart Express.

## Видео
В 2002 году мультфильм был выпущен на VHS и компакт-дисках Video CD в 1-м выпуске коллекции «Мастера Русской анимации» с английскими субтитрами, а далее — на DVD «Masters of Russian Animation Volume 1».